# Feketepamacsos selyemmajom
A feketepamacsos selyemmajom (Callithrix penicillata) az emlősök (Mammalia) osztályába a főemlősök (Primates) rendjébe és a csuklyásmajomfélék (Cebidae) családjába tartozó faj.
Korábban a fehérpamacsos selyemmajom (Callithrix jacchus) alfajaként tartották számon.

## Megjelenése
19-22 centiméter hosszú és 350 gramm tömegű.  Teste szürkés vagy feketés, megnyúlt fekete fülbojtokkal. Testének alsó része világosbarna, fekete farka halványan gyűrűs.

## Előfordulása
A feketepamcsos selymemajomnak még viszonylag nagy az elterjedési területe, Brazília középső részein sokfelé elterjedt .

## Életmódja
Kisebb, nagyjából 15 fős csoportokban él, melyek többnyire egyetlen szülőpárból és azok különböző korú utódjaiból állnak.
A csoportok az éjszakát a sűrű bozótban vagy egy fa odvában töltik, a nap legnagyobb részében pedig egyik gyümölcstermő fáról vándorolnak a másikra. A karmosmajmok többségéhez hasonlóan főként a magasabb fákon mozog. Kis mérete miatt ki tud mászni a vékonyabb ágakra is. A csoport úgy közlekedik, hogy miután elérték egy ág végét, átugranak a következőre, ami nagy zajjal jár, így könnyű rájuk találni.
Egy csoport territóriuma 30-60 hektár között változhat. Ennek függvénye, hogy hány gyümölcstermő fa van benne.
Táplálékuk java része gyümölcsből áll. Emellett fogyaszt fanedveket, illetve rovarokat, pókokat és madártojásokat is.

## Szaporodása
A csoportban kizárólag egyetlen pár szaporodik. A nőstény évente egyszer, mintegy 140 napos vemhessége után egy-négy utódot hoz a világra, a legjellemzőbb azonban a két utódos ikerszülés.
Az anyához viszonyítva a kölykök már születésükkor is igen nagynak számítanak. Az újszülött ikrek akár anyjuk testtömegének 40%-át is kitehetik. Valószínűleg a nagy születési testméret miatt is, de születés után azonnal az apa veszi át az utódok hordozását és később is csak a szoptatás idejére adja át a kicsiket az anyaállatnak.
Később, ahogy a kölykök fejlődnek, a csoport többi tagja (akik többnyire a kölykök idősebb testvérei) is részt vesz gondozásukban, olykor átveszik szállításukat az apaállattól, vigyáznak rájuk, játszanak velük és megtanítják őket az önálló táplálékszerzésre.
A hím utódok mintegy egy év alatt lesznek ivarérettek, a nőstényeknél ez 20-24 hónapig is eltarthat.
A fiatal állatok életük első néhány évében a szülőcsapattal maradnak, néhányuk élete végéig ott marad. Mások elvándorolnak és vagy csatlakoznak egy másik csoporthoz vagy egy másik nemű fiatal egyeddel (amelyik másik csoportból is származik, így nem rokona) új csoportot alapítanak.
Várható élettartam a szabadban 10 év, fogságban jóval tovább, akár 16 évig is elélhet.

## Természetvédelmi helyzete
A feketepamacsos selyemmajomnak az elterjedési területe elég nagy, és elég gyakori fajnak számít.
Fogságban elterjedt faj, bár nem annyira, mint a fehérpamacsos selyemmajom. Magyarországon állatkertekben nem tartják.

## Külső hivatkozások
- A faj szerepel a Természetvédelmi Világszövetség Vörös Listáján. IUCN. (Hozzáférés: 2009. szeptember 14.)
- Angol nyelvű fajleírás